# كريستيان بونو
يحيى كريستيان بونو (1957 - 26 أغسطس 2019)، والمعروف أيضًا باسم يحيى علوي (أو يحيى بونو) كان عالم إسلاميات فرنسي، وفيلسوف، وكاتب، ومترجم، ومفسر للقرآن باللغة الفرنسية، وأستاذًا في المركز اللاهوتي الجامي بجامعة المصطفى الدولية في إيران.